# Tichon (Patriarch von Moskau)

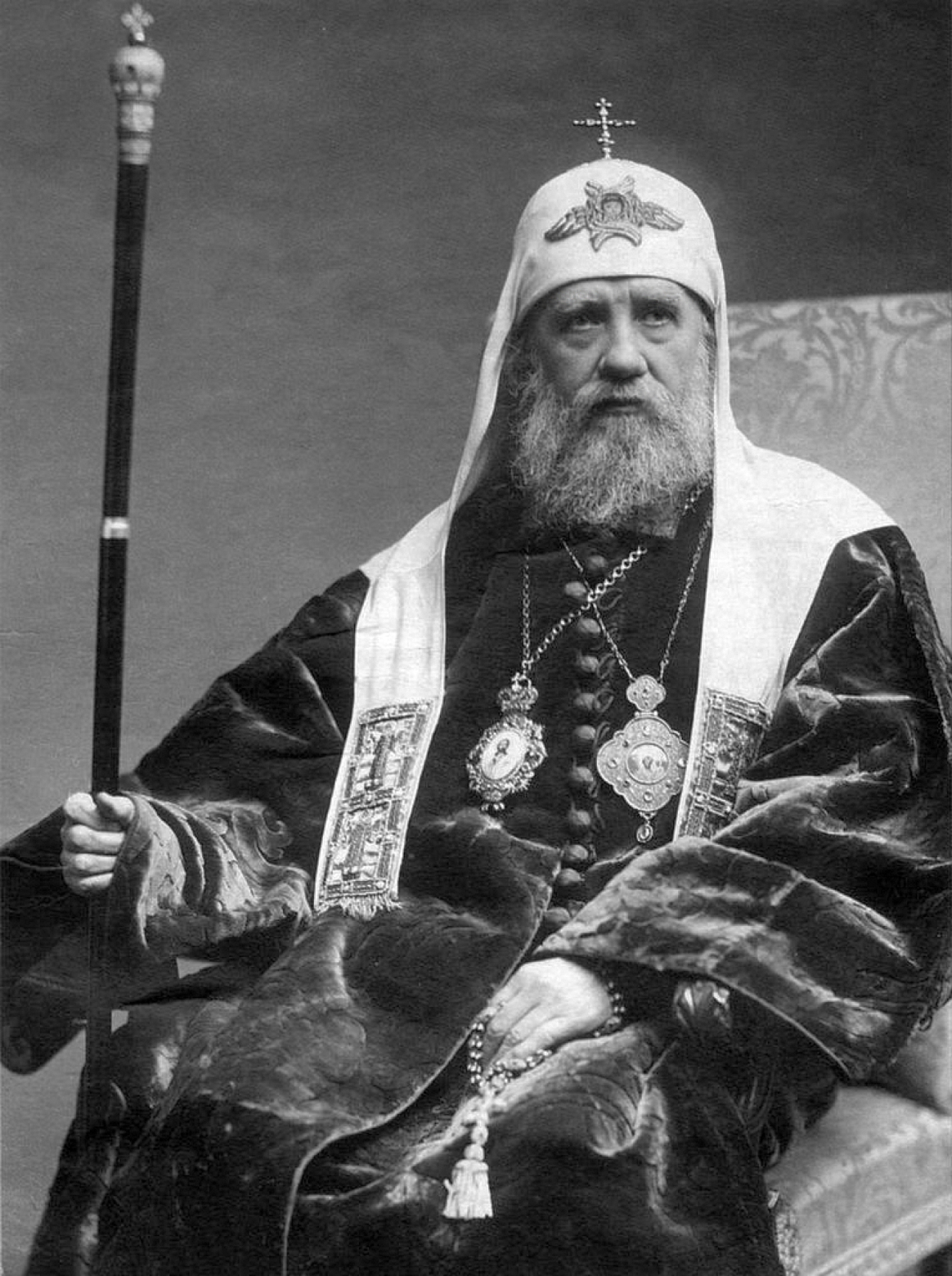
Patriarch Tichon

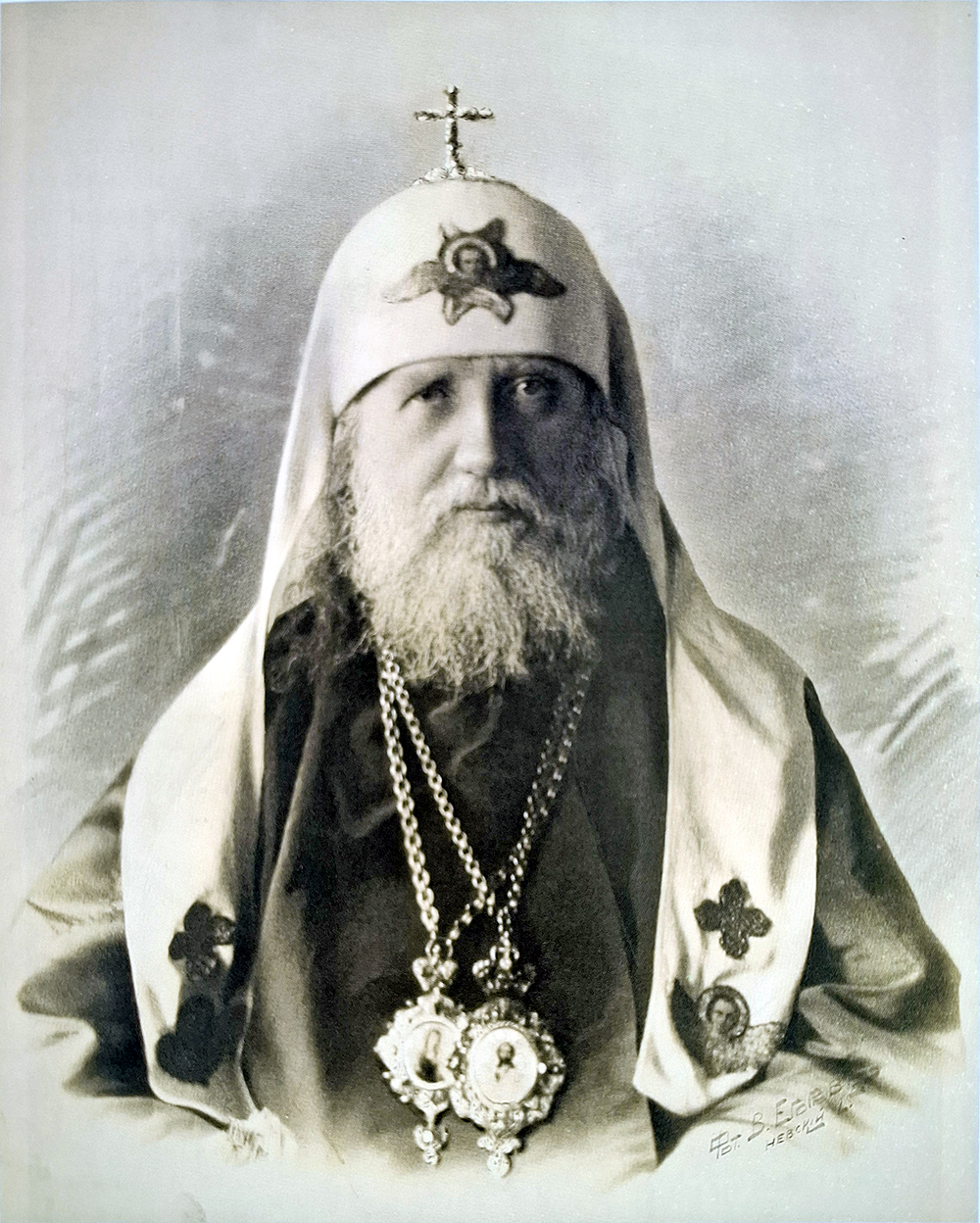
Patriarch Tichon

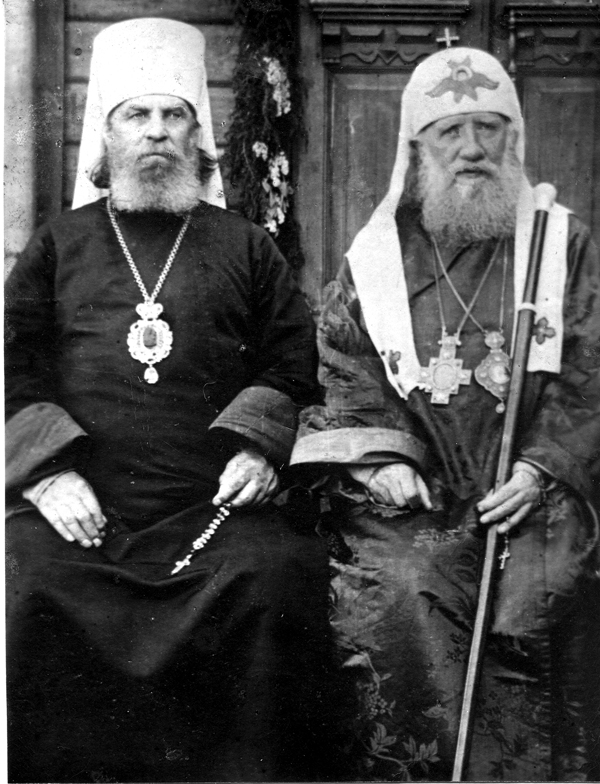
Peter von Krutizy und Tichon

Tichon (russisch Тихон, alternative Schreibweise Tychon; * 19. Januarjul. / 31. Januar 1865greg. als Wassili Iwanowitsch Bellawin (russisch Василий Иванович Беллавин, wiss. Transliteration Vasilij Ivanovič Bellavin) in Toropez, Gouvernement Pskow; † 7. April 1925 in Moskau) war der erste Patriarch der Russisch-Orthodoxen Kirche nach dem Untergang des Zarenreiches.

## Leben
Tichon, Sohn eines Geistlichen, besuchte in Pskow das Seminar und in Sankt Petersburg die Geistliche Akademie.
1888 beschritt er eine Schullaufbahn. Er unterrichtete zuerst Französisch, später Moraltheologie und Dogmatik. 1892 wurde er zum Mönch geweiht.
Am 19. Oktober 1897 erfolgte in der Dreifaltigkeitskirche des Alexander-Newski-Klosters die Bischofsweihe durch den Metropoliten von St. Petersburg Palladius unter der Mitwirkung der Erzbischöfe von Kasan Arsenius, von Finnland Antonin und der Bischöfe von Narva Johannes und von Samara Gurias. Er wirkte zunächst ein Jahr lang als Bischof von Lublin in der Diözese Chełm-Warschau, 1898 wurde er Bischof der Aleuten und von Alaska, die bis 1867 dem russischen Staatsverband angehört hatten; als solcher war er Oberhaupt aller russischen Orthodoxen auf dem nordamerikanischen Kontinent. 1907 bestieg er den Stuhl des Erzbischofs von Jaroslawl. Nach Problemen mit den lokalen Behörden wurde er 1914 Erzbischof von Vilnius. Nach dem Sturz von Zar Nikolaus II. während der Februarrevolution 1917 wurde er, im Bemühen der Kirche um Unabhängigkeit vom russischen Staat, am 5. November 1917 von einem Konzil der Landeskirche zum ersten Patriarchen der Russisch-Orthodoxen Kirche seit der Zeit Zar Peter I. ernannt. Seine Reformversuche wurden jedoch einerseits durch innerkirchlichen Widerstand und andererseits durch die kommunistische Machtübernahme nach der Oktoberrevolution erstickt.
Tichon schloss die Möglichkeit aus, dass ein Christ sich am Bürgerkrieg beteilige: „Nein, lieber sollen sie uns blutige Wunden zufügen, als dass wir uns der Vergeltung zuwenden, am Ende noch Vergeltung in Form von Massakern, an unseren Feinden oder an denen, die uns der Quell unseres Unglücks zu sein scheinen.“
Wegen seiner Kontakte zur inzwischen entstandenen Karlowitzer Auslandskirche und der Weigerung, geweihte Kultgegenstände zur Linderung der Not zum Verkauf zur Verfügung zu stellen, wodurch er die Rettung Verhungernder angeblich verhindert habe, wurde Tichon 1922 verhaftet und in die Lubjanka verbracht. Danach wurde er im Moskauer Donskoi-Kloster interniert. Eine bolschewistisch dominierte allrussische Kirchenversammlung setzte ihn ab und enthob ihn aller geistlichen Ämter. Vermutlich durch englische Intervention kam er aber bereits 1923 wieder frei.
Sein Tod im Jahr 1925 gab zu Vermutungen über eine Vergiftung Anlass.
Nach dem Zerfall der Sowjetunion wurde Tichon im Jahre 1991 von der Russisch-Orthodoxen Kirche heiliggesprochen. Seine Gebeine befinden sich im Donskoi-Kloster.